# Eolia (hija de Amitaón)
En la mitología griega Eolia (Αἰολία) era una hija de Amitaón y esposa de Calidón, el héroe epónimo. La pareja tuvo dos hijas: Epicasta, que se convirtió en la esposa de Agenor, y Protogenia, que fue la madre de Óxilo por Ares. 